# Padre Davide da Bergamo
Padre Davide Maria da Bergamo, O.F.M.Ref., al secolo Felice Moretti (Zanica, 21 gennaio 1791 – Piacenza, 24 luglio 1863), è stato un religioso, organista e compositore italiano.

## Biografia
Padre Davide da Bergamo, al secolo Felice Moretti, nasce da Giacomo Antonio e Teresa Bordoni. La famiglia è povera e si trasferisce a Bergamo.
Nel 1806 nasce a Bergamo l'istituzione "Lezioni caritatevoli di musica" da cui esce Gaetano Donizetti. È diretta da Simone Mayr, grande maestro bavarese di nascita, bergamasco di adozione. P. Locatelli ci assicura che Felice Moretti, assieme a Rubini, Donzelli e Donizetti, fu tra gli allievi di Simon Mayr.
Nel 1808 Padre Davide riceve lezioni e studia sotto la direzione del maestro Antonio Gonzales, eccellente interprete di pianoforte, cembalo e organista di Santa Maria Maggiore. Diventa organista a Torre Boldone, Zanica e, prima di entrare in convento, Gandino. Coltiva in quel periodo le amicizie con Rubini, Donzelli e Donizetti. Durante lo studio a Bergamo stringe amicizia con i fratelli Serassi, in particolare Carlo, da cui deriva l'attività' di collaudatore e progettista di organi.
Nel 1818, essendo organista a Gandino, chiede di entrare in convento e nel mese di luglio viene accettato dall'ordine francescano dei Frati minori riformati a Piacenza in Santa Maria di Campagna. Dopo un anno di noviziato il 26 luglio 1819 emette i voti solenni, che lo impegnano per tutta la vita.
Si applica, in seguito, con intelligenza e impegno agli studi di filosofia, teologia, e riceve l'ordinazione sacerdotale il 24 ottobre 1819 a Pontremoli, diocesi di Massa Carrara. Esercita per oltre trent'anni la vocazione sacerdotale nella Basilica di Santa Maria di Campagna in Piacenza, dove fa costruire dai Serassi un grandioso organo; si dedica con passione alla composizione musicale e viene chiamato da più parti per collaudare nuovi e restaurati organi e soprattutto per eseguire il suo ormai conosciuto repertorio musicale.
Il 24 luglio 1863 Padre Davide, da moltissimi anni sofferente di asma, muore nel suo convento attorniato dai confratelli. Al funerale parteciparono molti artisti di quel tempo e una numerosa folla, che tante volte si era commossa al suono della sua musica.

## La produzione musicale

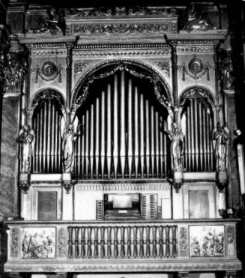
L'Organo Bossi del 1796 di Zanica (BG)

Padre Davide fu valente e apprezzato organista, compositore e collaudatore di organi. Sarebbe troppo lungo l'elenco delle opere da lui composte: Sinfonie, concerti per i vari strumenti dell'Organo, Fantasie, Andanti e Adagi devoti, Pastorali, Suonate Marziali, Versetti e Suonate adatte ai diversi strumenti dell'Organo, Messe, Vespri, Inni Responsori del S. Natale e Settimana Santa.
Padre Raffaelangelo, nel suo Elogio Funebre, sostiene che furono trovati più che 2400 "di così fatti pezzi di musica che molti organisti vorrebbero avere". Il Padre Superiore del Convento di S. Maria di Campagna nelle sue Memorie lasciò scritto: "Nell'archivio di P. Davide si trovarono meglio di duemila e seicento pezzi musicali: cinquecento dei quali di canto; ed un tal numero, tutto che sterminato, posso senza esagerazione affermare che non comprende la metà delle composizioni, ch'egli ebbe scritta nella lunga e laboriosa sua vita". Si sa, infatti, che P. Davide rimaneva spesso insoddisfatto delle sue composizioni e che, dopo averle eseguite due o tre volte, le distruggeva.
La musica di P. Davide fu indubbiamente influenzata dal gesto operistico orchestrale dell'epoca in cui visse. Scriveva musica con impiego di campanelli, piccole campane, trombe e altri strumenti musicali.
Per stare a un giudizio moderno "nella sua struttura rimane saldamente collegata con i più vitali principi della tradizione lombarda dell'epoca d'oro. Questo spiega perché, nella migliore produzione, la musica di P. Davide e dei suoi contemporanei, decisamente inopportuna per una destinazione liturgico, riveli però una sostanziale sanità e un vigore che sono ignoti alla produzione posteriore, legata ai decadenti indirizzi dell'organo tardoromantico e ceciliano". Perciò P. Davide "fu certamente la figura più nota di quel particolare periodo della musica sacra e organistica italiana, tra la prima e la seconda metà del secolo XIX che venne influenzata dal gusto operistico-orchestrale dell'epoca".
Non va dimenticata l'opera assidua di collaudatore di organi: una fama che lo faceva richiedere dalle Chiese più prestigiose, desiderose di ottenere le eccezionali prestazioni del noto compositore. Sappiamo che fu chiamato per il collaudo dell'organo della Chiesa di S. Marco e di S. Angelo a Milano, della Cattedrale di Lodi, della Cattedrale di Casale Monferrato, della Chiesa di S. Domenico e dei Santi Ambrogio e Andrea di Bologna, della Chiesa di S. Alessandro a Parma. Nel 1857 P. Davide si recò a Bergamo a collaudare l'organo di S. Maria Maggiore costruito dalla ditta Bossi-Urbani. In numerose altre Chiese minori fu invitato a prestare la sua opera di competente collaudatore e suonatore.

## Discografia
- Padre Davide da Bergamo - L'Organo Bandistico-Orchestrale (CD) - Marco Cadario - SON 230/20 (Sonitus 2020).